# Яссін аль-Хадж Салех
Яссін аль-Хадж Салех (араб. ياسين الحاج صالح; нар. 1961) — сирійський публіцист і політичний дисидент, пише на політичні, соціальні та культурні теми, що стосуються Сирії та арабського світу.

## Життєпис
З 1980 по 1996 рік сидів у в'язниці в Сирії за членство у Сирійській комуністичній партії (Політбюро), яку він називає «комуністичною продемократичною групою». Втім, він також заявив, що час у в'язниці дозволив йому вирватися з «внутрішніх в'язниць вузької політичної приналежності [і] жорсткої ідеології». Його заарештували, коли він вивчав медицину в Алеппо і провів шістнадцять років у в'язниці, останній у в'язниці Тадмур. У 2000 році він склав останній іспит як лікар загальної практики, але ніколи не практикував.
Окрім того, що Салех відомим своїми власними книгами і статтями, він також допоміг запустити 2012 року двомовне видання AlJumhuriya.net, яке оцінив журналіст Кім Гаттас як «онлайн-платформу арабських новин, яка є одним із найкращих джерел інформації та аналізу в регіоні».
Він отримав премію принца Клауса за 2012 рік як «данину поваги до сирійського народу та сирійської революції». Він не зміг забрати нагороду, оскільки тоді переховувався серед сирійського підпілля. У 2017 році отримав шведську премію Тухольського. Салех був одним із доповідачів на дводенному антикапіталістичному форумі, який проходив в Анкарі, Туреччина, 23-24 листопада 2013 року. Крім того, він виступав на заході «Повідомлення про зміни — історії з арабського регіону» в Амстердамі 15 червня 2014 року, заході, спільно організованому Human Rights Watch та World Press Photo.
Аль-Хадж Салех одружений із Самірою Халіл, комуністичною дисиденткою, колишньою політичною ув'язненою та революційною активістою, викраденою в Думі в грудні 2013 року. Після 21 місяця переховування в Дамаску та всій Сирії через розшук як уряду, так і радикальних ісламістських бойовиків він втік до Туреччини і жив у Стамбулі до 2017 року. Аль-Хадж Салех зараз є співробітником Берлінського інституту перспективних досліджень (Wissenschaftskolleg zu Berlin).
В листопаді 2021 року приїжджав в Україну для участі у панельній дискусії «Нові альянси в часи нових авторитаризмів» в рамках Київської бієнале. У квітні 2022 року брав участь у дискусії українських та сирійських активістів «Наші рани можуть бути мостами: нитки, які зв'язують нас від Сирії до України».

## Праці
Один з найвпливовіших арабських письменників і дисидентів, а також видатний інтелектуальний голос сирійської революції, Яссін аль-Хадж Салех пише на політичні, соціальні та культурні теми, що стосуються Сирії та арабського світу, для кількох арабських газет і журналів за межами Сирії і регулярно бере участь у лондонській газеті Al-Hayat, єгипетському лівому журналі Al-Bosla та сирійському онлайн-виданні The Republic.
Серед його книг (більшість арабською):
- Syria in the Shadow: Glimpses Inside the Black Box (2009, Dar Jidar);
- Walking on One Foot (2011, Dar al-Adab, Beirut), a collection of 52 essays about Syrian affairs, written between 2006 and 2010;
- Salvation O Boys: 16 Years in Syrian Prisons (2012, Dar al-Saqi, Beirut);
- The Myths of the Latters: A Critique of Contemporary Islam and a Critique of its Critique (2012, Dar al-Saqi, Beirut);
- Deliverance or Destruction? Syria at a Crossroads (2014, Cairo Institute for Human Rights Studies);
- The Impossible Revolution: Making Sense of the Syrian Tragedy (2017, Hurst Publishers, London) [In English].

### Переклади українською
- Чому Україна — це продовження Сирії [Архівовано 12 квітня 2022 у Wayback Machine.] // Спільне, 11.03.2022.
- Плинний імперіалізм, що поглинув Сирію // Спільне, 18.12.2023